# Tupsusaari
Tupsusaari är en ö i Finland. Den ligger i sjön Kyyvesi och i kommunerna Sankt Michel och Pieksämäki och landskapet Södra Savolax, i den södra delen av landet, 240 km nordost om huvudstaden Helsingfors. Öns area är 4,4 hektar och dess största längd är 460 meter i sydöst-nordvästlig riktning.